# Tiki-taka

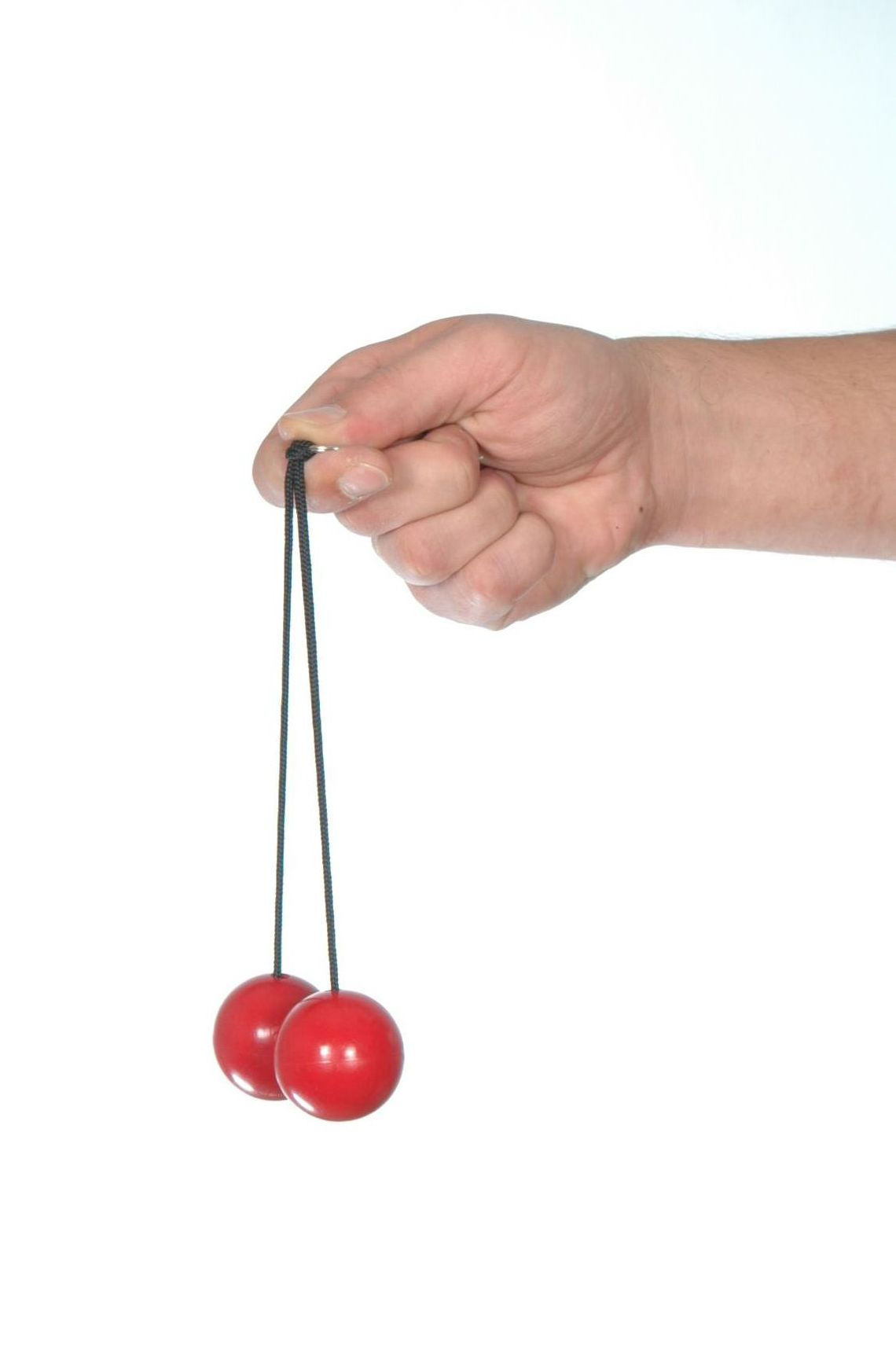
Juego del tiki taka.

El tiki-taka, en algunas regiones conocido también como tronadora, se trata de un juguete de malabares que consiste en dos esferas de plástico sostenidas por un mismo cordel entrelazado especialmente con un aro, considerado como eje, que proporciona simetría entre las esferas y el cordel.
El objetivo del juego consiste en sostener el mayor tiempo posible el golpeo en equilibrio rotacional del par de esferas, controlado desde el eje mediante una serie de movimientos rítmicos del brazo y/o la muñeca.
Se aplican una serie de principios de mecánica clásica y equilibrio intuitivo en este curioso juego.

## Funcionamiento
Las esferas de las tronadoras inicialmente están suspendidas con igual altura respecto al suelo. La forma correcta de sujetarlas es, con el puño cerrado y el dedo pulgar presionando una de las caras de la pestaña, contra el dedo índice cerrado, debido a que así se sujetan firmemente y es poco probable que se enreden las piolas con los dedos si se mantiene el puño cerrado.
La fuerza que hace falta para manejarlas es generalmente muy leve, pero es un poco más fuerte de lo normal para hacerlas empezar a funcionar. La idea es que empiecen por lo menos a enfrentarse entre sí, moviendo la pestaña, en un movimiento totalmente vertical. Para empezar a hacer que se enfrenten se puede, por ejemplo, dejar una de las esferas suspendida, mientras se sujeta la otra de forma perpendicular a la pestaña, y se suelta la esfera sujetada.
Esto hace que la fuerza se transmita de la primera esfera a la otra al chocarse entre sí, haciendo que ambas tomen direcciones opuestas, dando la ilusión de que se repelen cuando en realidad se intercambian los sentidos de las fuerzas. Cada esfera asciende al principio rápidamente y luego pierden impulso rápidamente por gravedad.
Lo ideal es que en cada enfrentamiento, cuando las esferas estén en la parte más exterior respecto a la pestaña, se suba muy leve y brevemente ésta para aumentar la velocidad y, por consiguiente, la fuerza del impacto, haciendo que en cada bajada y subida se aumente más la fuerza.
Según la habilidad del practicante, lo primero es controlar que ambas esferas se muevan como si fuesen reflejos de sí mismas y que su movimiento diese la ilusión de medio disco, con el centro en la pestaña. Cuando ya el movimiento se logre controlar, se le aplica un movimiento y velocidad de por lo menos el doble a la pestaña, reiterando que este movimiento siempre debe ser completamente vertical respecto al suelo.
Si todo sale bien las esferas saldrán hacia arriba, y arriba también se enfrentan, haciendo que truenen, volviendo a intercambiarse entre sí las fuerzas y por tanto volviendo a bajar y comenzando de nuevo el ciclo, sólo que a partir de aquí suben por sí solas si todavía se les sigue aplicando la misma fuerza, velocidad y movimiento.